# Baysamun

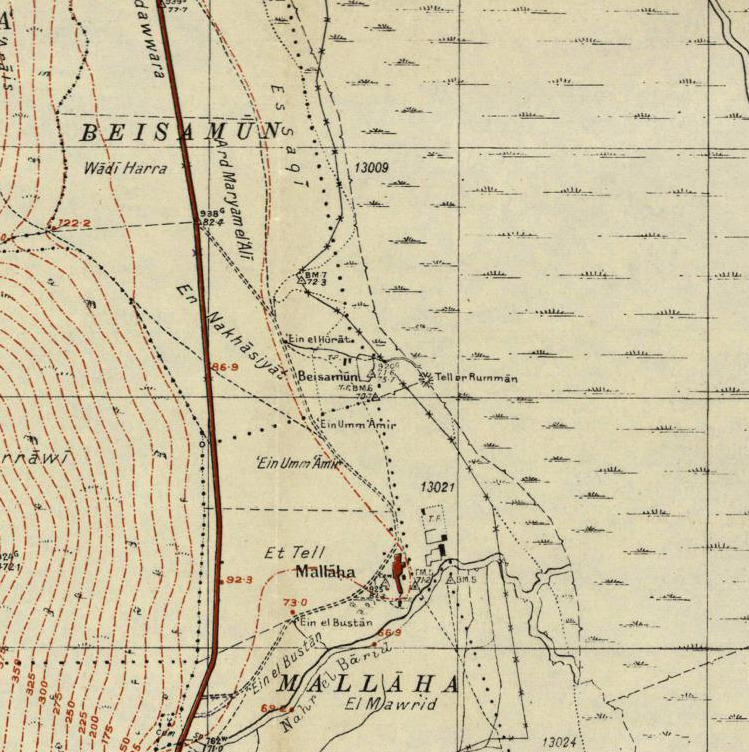
Mapa histórico de la zona de Baysamun (años 1940).

Baysamun o Beisamoun (en árabe: بيسمون‎, romanizado: Beisamûn) era un pequeño pueblo árabe palestino, situado a 16,5 kilómetros en el pantanoso valle de Jule, al noreste de Safed. En 1945, tenía una población de 20 habitantes. Fue despoblado durante la guerra de 1948, el 25 de mayo de 1948, por el primer batallón del Palmaj en la operación Yiftaj.
Baysamun es un importante yacimiento arqueológico del periodo neolítico, con dos cráneos humanos enlucidos, signos de cremación y suelos de casas encontrados allí. Se encontraba muy cerca de otro importante yacimiento natufiense (“la última Edad de Piedra”), Ain Mallaha.

## Historia

### Yacimiento prehistórico y de la Edad del Bronce
Kathleen Kenyon señala que Beisamoun desapareció bajo los modernos sistemas de drenaje establecidos por Israel; en los estanques de peces creados. Se encontraron restos neolíticos que incluían casas y dos cráneos enlucidos. Las casas rectangulares con suelos enyesados muestran sorprendentes similitudes con las de Biblos. Estas «casas levantinas con embarcaderos» también se encontraron en Yiftahel, 'Ain Ghazal y Jericó.
El principal periodo de habitación fue durante el Neolítico precerámico B, pero también se han encontrado restos del Neolítico cerámico y de la Edad del Bronce.

## Mandato británico de Palestina
La población de Baysamun en el censo de Palestina de 1922 era de 41 musulmanes,[9] aumentando a 50 musulmanes en 11 casas en 1931.[10].
En el censo de Palestina de 1922 la población era de 41 musulmanes,  aumentando a 50 musulmanes en 11 casas en 1931,
En el estadísticas de 1945 la población era de 20 musulmanes, con un total de 2102 dunams de tierra, según una encuesta oficial sobre la tierra y la población, de los cuales 107 dunams eran de plantaciones y tierras irrigables, 1817 de cereales; mientras que 133 dunams eran de superficie no cultivable.

### 1948, consecuencias
Fue despoblada durante la guerra árabe-israelí de 1948, el 25 de mayo de 1948 por el primer batallón del Palmaj en la operación Yiftaj en una campaña.
En 1992 se describió el emplazamiento del pueblo: «No quedan rastros de las casas. El emplazamiento está ocupado por almacenes de utensilios agrícolas utilizados por el kibutz Manara, que se había establecido en 1943. La tierra que rodea el lugar está cultivada y se han construido estanques de peces cerca de él».